# 문정은
문정은(文晶垠, 1986년 8월 21일~)은 대한민국의 정치인이다. 소속 정당은 정의당이다. 

## 학력
- 서광초등학교 졸업
- 상무중학교 졸업
- 송원여자고등학교 졸업
- 성공회대학교 정치학과 학사 과정 졸업

## 경력
- 2012년 진보정의당 창당 발기인 참여
- 2013년 7월 ~ 2015년 7월 정의당 제2기 청년 할당 부대표 및 대변인
- 2015년 ~ 2016년 정의당 심상정 대표 비서실장
- 2015년 7월 정의당 당직선거에서 광주광역시당 광산구위원회 위원장으로 당선
- 2016년 6월 25일 ~ 2018년 3월 청년유니온 광주광역시지부 위원장 역임
- 2017년 7월 정의당 동시당직선거에서 광주광역시당 부위원장으로 당선
- 2024년 5월 ~ 현재 정의당 제8기 부대표

## 역대 선거 결과
|  | 3.77% |

|  | 2.35% |

|  | 9.67% |

|  | 9.46% |

|  | 2.14% |